# Liste der Bodendenkmale in Seelitz
In der Liste der Bodendenkmale in Seelitz sind die Bodendenkmale der Gemeinde Seelitz und ihrer Ortsteile nach dem Stand der Auflistung von Volkmar Geupel aus dem Jahr 1983 aufgelistet. Eventuelle Änderungen und Ergänzungen, insbesondere aus der Zeit nach der Wende, sind nicht berücksichtigt, da für Sachsen aktuell keine neueren allgemein zugänglichen Bodendenkmallisten vorliegen. Die Baudenkmale sind in der Liste der Kulturdenkmale in Seelitz aufgeführt.
| Denkmal-ID | Fundart            | Ortsteil     | Bezeichnung                                                              | Zeitstellung    | Lage | Bemerkungen | Bild |
| ---------- | ------------------ | ------------ | ------------------------------------------------------------------------ | --------------- | --- | --- | ---- |
| ?          | Befestigung > Burg | Biesern      | Burgwall „Borstel“, „Porstel“, „Borstelberg“, „Borschel“, „Alte Schanze“ | Slawenzeit      | südlich des Orts auf einer spornartigen Kuppe zwischen Zwickauer Mulde und Erlbach                            | Burgwall in Spornlage, Wall verebnet, ursprünglich umlaufender Graben im Nordosten und Südwesten erhalten, Schutz seit 31. März 1959 |      |
| ?          | Befestigung > Burg | Fischheim    | Burgwall „Alter Wall“, „Borstel“, „Porstel“, „Borschel“                  | Slawenzeit      | südsüdwestlich des Orts auf einer Geländekuppe am Hochufer der Zwickauer Mulde                                | Burgwall in Gipfellage, zwei Abschnittswälle von Nordwesten über Norden nach Osten, Schutz seit 31. März 1959                        |      |
| ?          | besonderer Stein   | Fischheim    | Steinkreuz                                                               | Spätmittelalter | östlich des Orts an der Gabelung zweier Feldwege                                                              | Messer oder Kerze eingezeichnet, Schutz seit 17. Oktober 1963                                                                        |      |
| ?          | Befestigung > Burg | Köttern      | Burgwall „Porschel“, „Borstel“, „Borschel“, „Wall“, „Schanze“            | Slawenzeit      | südsüdöstlich des Orts zwischen Neudörfchen und Gut Neutaubenheim, Bergsporn zwischen Baschelgrund und Aubach | mehrteiliger Burgwall in Spornlage, Schutz seit 31. März 1959                                                                        |      |
| ?          | besonderer Stein   | Seebitzschen | Steinkreuzstumpf                                                         | Spätmittelalter | südöstlich des Orts an der Gabelung der Straßen nach Wiederau und Beedeln                                     | Schwerteinzeichnungen auf beiden Seiten, Schutz seit 17. Oktober 1963                                                                |      |
| ?          | besonderer Stein   | Seelitz      | Steinkreuz                                                               | Spätmittelalter | südwestlicher Ortsausgang, an der Straße nach Zöllnitz                                                        | menschliche Gestalt eingeritzt, Schutz seit 17. Oktober 1963                                                                         |      |
| ?          | besonderer Stein   | Seelitz      | Steinkreuz                                                               | Spätmittelalter | südlich des Orts an der Brücke über den Erlbach                                                               | Einzeichnung einer Axt(?), Schutz seit 17. Oktober 1963                                                                              |      |